# Bruce Yarnell
Bruce Yarnell, född 28 december 1935 i Los Angeles, Kalifornien, död 30 november 1973 i Santa Monica, Kalifornien, var en amerikansk skådespelare och sångare (baryton). Som sångare gjorde han diverse barytonroller på San Francisco Opera från 1971 fram till sin död. Han medverkade även i Broadway-musikaler som The Happiest Girl in the World, Oklahoma!, Carousel, Kiss Me, Kate och Annie Get Your Gun (tillsammans med Ethel Merman). 
Yarnell agerade pilot i ett privatplan som kraschade i Santa Monica strax efter att planet lyft från Los Angeles International Airport. Han var på väg till San Francisco för att medverka i en opera. Både Yarnell själv och hans två passagerare omkom vid olyckan. Yarnells änka, Joan Patenaude Yarnell, grundade Bruce Yarnell-stipendiet till hans ära.

## Filmografi i urval
- 1961–1962 – Outlaws (TV-serie)
- 1964–1965 – Bröderna Cartwright (gästroll i TV-serie)
- 1965 – Hogans hjältar (gästroll i TV-serie)
- 1966 – Good Old Days
- 1967 – Annie Get Your Gun
- 1968 – The Legend of Robin Hood (TV-serie)
- 1968 – The Road Hustlers